# سد گیلپ
سد گیلپ (به لاتین: Gileppe Dam) یک سد در بلژیک است که در ژله (بلژیک) واقع شده‌است.